# Gamlakarleby stadskyrka

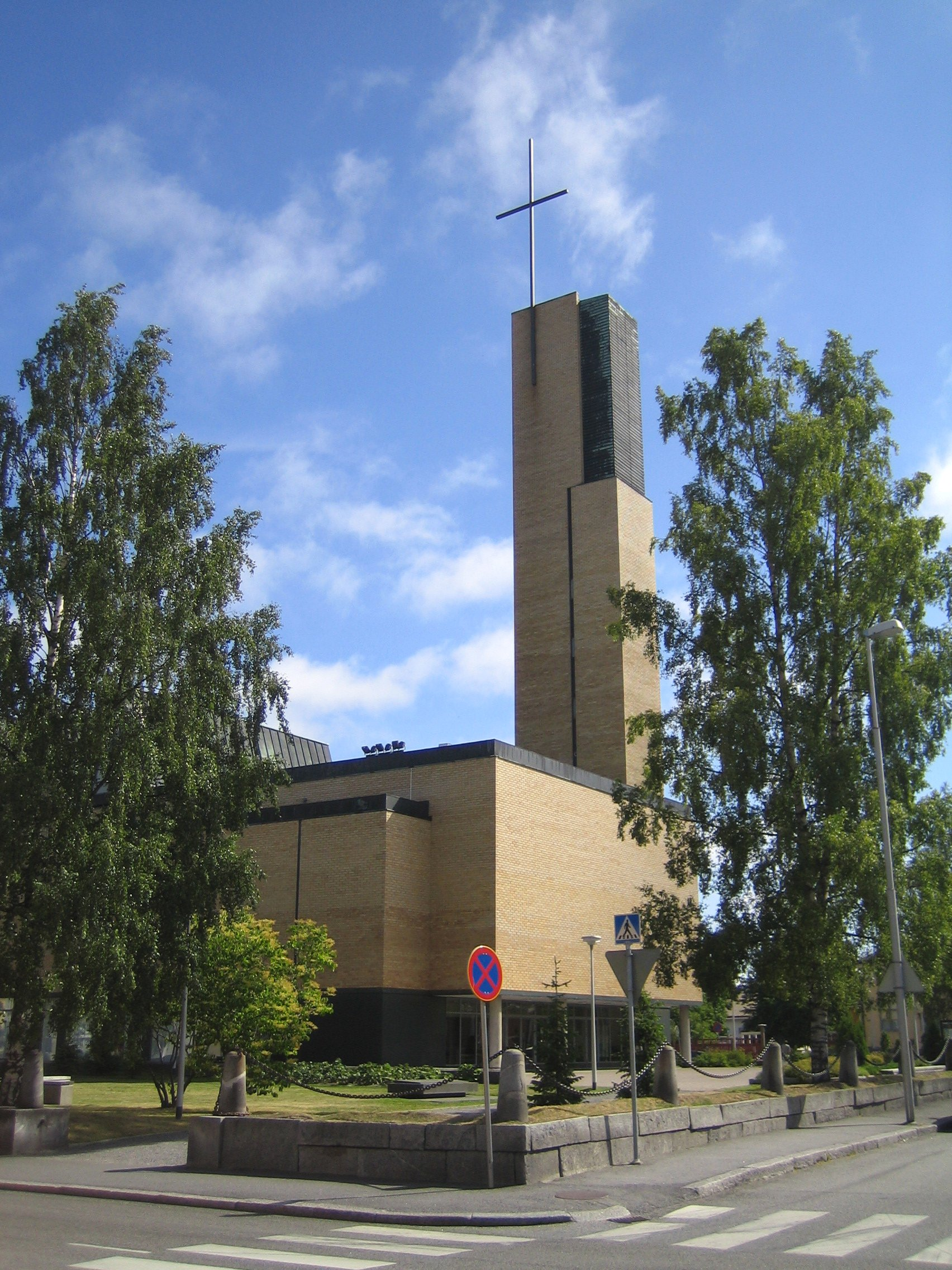
Gamlakarleby stadskyrka

Gamlakarleby stadskyrka (finska: Kokkolan kirkko) ligger i Karleby, Österbotten. Den används av Karleby svenska och finska församlingar.

## Historia
Gamlakarleby stadskyrka är den tredje kyrkan på samma plats. Den första, en liten korskyrka av trä för bara 300 personer, byggdes 1654-55 och revs 1876.
Den andra, också en korskyrka i trä, ritad av Th. Granstedt, invigdes på Mikaelidagen 1877 och rymde 1 000 personer. Kyrkan brann ned till grunden natten till trettondagen 1958. Lågorna förstörde kyrkans nybyggda 42-stämmiga tyska Walcker-orgel, jämte även historiskt värdefulla ljuskronor, lampetter samt kyrkklockor. Från sakristian lyckades man rädda bl.a. en del gamla och festliga mässkrudar.
Den nuvarande De profundis-kyrkan (Ur djupen, enligt Psaltaren 130), ritad av arkitekt Aarne Nuortila, invigdes första advent 1960. Kyrkan rymmer 1 200 besökare. I kyrkan finns förutom själva kyrksalen även bl. a. barnrum och brudrum.

## Inventarier
I koret finns en stor glasmålning, Jag är med eder alla dagar, av Urpo Wainio. 
I staden verksamma kvinnoorganisationer donerade kyrktextilierna av konstnären Dora Jung. Stadens Marthaförening donerade vigselryan. Vänorten Härnösand skänkte nattvardskärl i silver och Karleby stad sju silverljusstakar. Den stora dopfunten i silver är en gåva av byggmästare O. Jansson.
På väggen mot läktaren ser man den första kyrkans altartavla, och i kyrkan hittar man även ett porträtt av Anders Chydenius, kyrkoherden i Gamlakarleby moderförsamling.
De tre kyrkklockorna är gjutna vid Bröderna Friis verkstad i Yxpila och har samma klang som de gamla klockorna som förstördes i branden.

### Orgeln
Orgeln är tillverkad 2002 av Åkerman & Lund Orgelbyggeri. Den har sin klangliga utgångspunkt i de orglar som byggdes i Sverige i slutet av 1700-talet och 1800-talets första hälft. Den har 50 stämmor fördelade på tre manualer och pedal. Orgelns disposition finns på församlingens hemsida (se noten).

#### Diskografi
Inspelningar av musik framförd på kyrkans orgel.
- Organ works / Mendelssohn, Felix, kompositör ; Fagius, Hans, orgel. 2CD. Daphne Records DAPHNE 1033. 2009.